# Contea di Yongding
La contea di Yongding (永定区S, Yún-thinP) è una contea della Cina, situata nella provincia del Fujian.